# Rambow (Rapper)
Simon Tedros Negash (* 2003) ist ein norwegischer Rapper und Schauspieler. Als Rapper tritt er unter dem Namen Rambow auf.

## Leben
Negash stammt aus dem Osloer Stadtviertel Furuset. Im Alter von sieben Jahren begann er mit dem Rappen. Über das Angebot der Jugendarbeit in Furuset kam er dazu, erste Lieder in einem Musikstudio aufzunehmen. Während seiner Zeit an der weiterführenden Schule erhielt er eine Rolle in der TV-Serie Rektors kontor, die im Kinder- und Jugendprogramm von Norsk rikskringkasting (NRK) ausgestrahlt wurde.
Im Jahr 2020 gab er seine Debütsingle Bentley heraus. Im Januar 2021 wurde er vom norwegischen Radiosender NRK P3 zum Månedens Urørt auserwählt, einem monatlich an Newcomer vergebenen Titel. Im September 2021 stand er als einer von drei Newcomern zur Wahl für die Auszeichnung Årets Urørt, die jährlich von NRK P3 vergeben wird. In der öffentlichen Abstimmung konnte sich der zu diesem Zeitpunkt 17-jährige Negash gegen seine zwei Konkurrenten durchsetzen. Mit dem Sieg ging ein Auftritt bei der beim NRK übertragenen Verleihung des Musikpreises P3 Gull im November 2021 einher.
Im Frühjahr 2023 konnte er sich mit den beiden Liedern Lay Low Freestyle und F.H.D.S! erstmals in den norwegischen Singlecharts platzieren. Im April 2023 gab er sein Debütalbum Mager men metter mager heraus, für das er beim Spellemannprisen 2023 in der Hip-Hop-Kategorie nominiert wurde. Beim Musikpreis P3 Gull im Jahr 2023 sowie beim Spellemannprisen 2023 wurde er in der Newcomer-Kategorie nominiert. Im Mai 2024 gab er mit Voksen mann uten slips sein zweites Album heraus.
Negash nahm in der zu Beginn des Jahres 2025 ausgestrahlten Staffel der Reality-Serie Farmen kjendis teil. Im Februar 2025 veröffentlichte er mit Etter sol kommer regn sein drittes Album.

## Auszeichnungen
Spellemannprisen
- 2023: Nominierung in der Kategorie „Hip-Hop“ für Mager men metter mager
- 2023: Nominierung in der Kategorie „Musikvideo des Jahres“ für Vi tenker ikke likt
- 2023: Nominierung in der Kategorie „Durchbruch des Jahres“ für Mager men metter mager

Sonstige
- 2021: Årets Urørt
- 2023: P3 Gull, Nominierung in der Kategorie „Newcomer des Jahres“[8]

## Filmografie
- 2020: På rektors kontor (Fernsehserie)
- 2021: Helsebrusjan (Miniserie)
- 2021: Bislett bnb (Fernsehserie, 1 Folge)

## Diskografie

### Alben
| Jahr | Titel                  | Höchstplatzierung, Gesamtwochen, AuszeichnungChartsChartplatzierungen (Jahr, Titel, Platzierungen, Wochen, Auszeichnungen, Anmerkungen) | Anmerkungen                          |
| Jahr | Titel                  | NO | Anmerkungen                          |
| ---- | ---------------------- | --- | ------------------------------------ |
| 2023 | Mager men metter mager | NO5 Gold · (7 Wo.)NO | Erstveröffentlichung: 14. April 2023 |

Weitere Alben
- 2024: Voksen mann uten slips
- 2025: Etter sol kommer regn

### EPs
- 2021: Take Over EP
- 2022: R.A.M.P. EP
- 2022: Tyke X EP

### Singles
| Jahr | Titel Album                              | Höchstplatzierung, Gesamtwochen, AuszeichnungChartsChartplatzierungen (Jahr, Titel, Album, Platzierungen, Wochen, Auszeichnungen, Anmerkungen) | Anmerkungen                                     |
| Jahr | Titel Album                              | NO | Anmerkungen                                     |
| ---- | ---------------------------------------- | --- | ----------------------------------------------- |
| 2023 | Lay Low Freestyle Mager men metter mager | NO38 Gold · (2 Wo.)NO | Erstveröffentlichung: 10. März 2023             |
| 2023 | F.H.D.S! Mager men metter mager          | NO21 Gold · (6 Wo.)NO | Erstveröffentlichung: 24. März 2023             |
| 2023 | Haha –                                   | NO18 Gold · (3 Wo.)NO | Erstveröffentlichung: 24. März 2023 mit El Papi |

Weitere Lieder
- 2020: Take 1 (Comeback) (mit Orio)
- 2020: Take 2 (Truth) (mit Orio)
- 2020: Take 3 (Big Bang) (mit Orio)
- 2020: Take 4 (Go) (mit Orio)
- 2021: Just in Time
- 2021: Helt i fra start
- 2021: Furuset
- 2021: 2gether (mit Ice Csay)
- 2022: Ekte
- 2022: Ooh Wee (mit Monir Baws)
- 2022: Catch Flous (mit 3One)
- 2022: Take 7 (Green) (mit Orio)
- 2022: Take 8 (F**** Politi) (mit Orio)
- 2022: Take 9 (Back at It) (mit Orio)
- 2023: Rett ut av Furuset (Intro)
- 2023: LaStreet (mit SanSiro)
- 2023: Monique (mit Oscar Blesson)
- 2023: Utrolig (mit OTG)
- 2023: Come Thru (mit OTG)
- 2023: G4L (mit T Section)
- 2023: Narcissist (mit Yung Slippy)
- 2023: Hårfin balanse (mit Adrian Sellevoll)